# 11 ноября
11 ноября — 315-й день года (316-й в високосные годы) по григорианскому календарю.
До конца года остаётся 50 дней.
До 15 октября 1582 года — 11 ноября по юлианскому календарю, с 15 октября 1582 года — 11 ноября по григорианскому календарю.
В XX и XXI веках соответствует 29 октября по юлианскому календарю.

## Праздники и памятные дни

### Национальные
- Ангола — День Независимости
- Бельгия,  Франция — День перемирия
- Великобритания и страны Содружества — День памяти павших («Маковый день»)
- Китай — День холостяков
- Латвия — День Лачплесиса
- Польша — Национальный праздник независимости Польши
- Сербия — День перемирия в Первой мировой войне
- США — День ветеранов
- Узбекистан — День профсоюзов[2]

### Религиозные
Католицизм
 — Память святителя Иоанна V Милостивого, александрийского патриарха (616—620 годы);
 — память святителя Мартина Турского, епископа г. Тур (Франция) (397 год);
 — память великомученика Мины Котуанского (295—304 годы);
 — память преподобного Феодора Студита, игумена Студийского монастыря (826 год).
 Православие
 — Память преподобномученицы Анастасии Римской (III век);
 — память преподобного Аврамия затворника и блаженной Марии, племянницы его (около 360 года);
 — память преподобного Авраамия, архимандрита Ростовского (1073—1077 годы);
 — память священномученика Николая Пробатова, пресвитера и с ним мучеников Агломазовских: Космы, Виктора Краснова, Наума, Филиппа, Иоанна, Павла, Андрея, Павла, Василия, Алексия, Иоанна и мученицы Агафии (1918 год);
 — память священномученика Иоанна Рудинского, пресвитера (1930 год);
 — память священномученика Евгения Ивашко, пресвитера (1937 год);
 — память мученицы Анастасии Лебедевой (после 1937 года);
 — память священномученика Леонида Муравьёва, пресвитера (1941 год);
 — память мучеников Клавдия, Астерия, Неона и Феониллы (285 год);
 — память преподобной Анны (826 год).

### Именины
- Православные: Анастасия[8], Мария, Анна[9], Алексей, Андрей, Афанасий, Василий, Виктор, Евгений, Иван, Кирилл, Кузьма, Наум, Павел, Николай, Филипп, Тимофей, Марк.

## События

### До XIX века
- 1480 — завершение Стояния на Угре, знаменовавшее окончание татаро-монгольского ига.
- 1572 — датский астроном Тихо Браге обнаруживает вспышку сверхновой звезды в созвездии Кассиопеи.
- 1765 — по инициативе Екатерины II основано Императорское Вольное экономическое общество к поощрению в России земледелия и домостроительства (ВЭО), одно из старейших в мире и первое в России научное экономическое общество[10].

### XIX век
- 1805 — бой под Дюренштейном между французскими (корпус маршала Эдуарда Мортье) и союзными русско-австрийскими (командующий — Михаил Кутузов) войсками. Потери сторон примерно равны. Исход боя и победитель остаются спорными.
- 1842 — в Пльзене впервые подан новый сорт пива — пильзнер.
- 1843 — в Дании впервые опубликована сказка Ханса Кристиана Андерсена «Гадкий утёнок».

### XX век
- 1918 — Компьенское перемирие, ставшее окончанием Первой мировой войны.
- 1919 — от Риги латышскими частями при поддержке эстонской армии и британской эскадры отброшена немецко-белогвардейская Западная добровольческая армия под командованием князя Бермондт-Авалова, не признававшая независимости Латвийской республики.
- 1920 — в день второй годовщины окончания Первой мировой войны состоялось погребение Неизвестного солдата под Триумфальной аркой в Париже.
- 1934 — в Мельбурне открыт Монумент памяти.
- 1936 — в Англии впервые в мире по телевидению был показан прогноз погоды.
- 1937 — в ходе японско-китайской войны японские войска захватили Шанхай.
- 1940 — налёт английской авиации, стартовавшей с авианосца в Средиземном море, на базу итальянского флота в Таранто. Итальянцы понесли большие потери — почти половину крупных кораблей: 1 линкор затонул, 2 линкора получили серьёзные повреждения; 59 человек убито, 600 ранено. Англичане же потеряли всего 2 самолёта из 21.
- 1942
  - Операция «Антон»: в течение суток немецкие и итальянские войска без сопротивления занимают до тех пор не оккупированную территорию вишистской Франции.
  - Бой танкера «Ондина» и тральщика «Бенгал» с японскими рейдерами.
- 1945 — Национальный фронт маршала Иосипа Броза Тито побеждает на выборах в югославскую Конституционную ассамблею.
- 1965:
  - британская колония Южная Родезия провозгласила независимость и стала Родезией.
  - в Солт-Лейк-Сити потерпел крушение самолёт Boeing 727, погибли 43 человека.
- 1966 — старт космического корабля «Джемини-12», последнего по программе НАСА «Джемини».
- 1974 — в один день независимо друг от друга двумя группами американских экспериментаторов — под руководством Бертона Рихтера и Сэмюэла Тинга — были опубликованы сообщения об открытии новой элементарной частицы, впоследствии получившей название J/ψ-мезона.
- 1975 — Ангола провозгласила независимость от Португалии.
- 1981 — государство Антигуа и Барбуда через 10 дней после обретения независимости стало членом ООН.
- 1983 — калифорнийский студент Фред Коэн успешно завершил курсовую работу по созданию прототипа первого компьютерного вируса — программы, которая была способна к саморазмножению и распространению по сетям.
- 1992 — катастрофа Ан-22 под Тверью, погибли 33 человека. Это крупнейшая авиакатастрофа в Тверской области.
- 1998 — в России восстановлены мировые судьи.
- 2000 — катастрофа в Капруне: пожар на фуникулёре в Австрии, 155 погибших.

### XXI век
- 2002 — авария на Балтийском вокзале (Санкт-Петербург) — неуправляемый поезд выехал на перрон, погибли 4 и ранено 9 человек.
- 2014 — в пакистанском округе Суккур в результате столкновения автобуса с грузовиком погибли 58 человек, в том числе 18 детей.
- 2022 — вторжение России на Украину: украинскими войсками освобождён Херсон и весь правый берег Днепра.

## Родились

### До XIX века
- 1050 — Генрих IV (ум. 1106), император Священной Римской империи (1084—1105).
- 1579 — Франс Снейдерс (ум. 1657), фламандский живописец.
- 1642 — Андре-Шарль Буль (ум. 1732), французский художник и гравёр, мастер-мебельщик.
- 1675 — князь Михаил Голицын (ум. 1730), русский полководец, генерал-фельдмаршал, участник Северной войны.
- 1711 — Степан Крашенинников (ум. 1755), русский ботаник, этнограф, географ и путешественник, исследователь Сибири и Камчатки.
- 1729 — Луи Антуан де Бугенвиль (ум. 1811), мореплаватель, руководитель первой французской кругосветной экспедиции.
- 1743 — Карл Петер Тунберг (ум. 1828), шведский учёный-натуралист.

### XIX век
- 1809 — Ойген Фердинанд фон Хомайер (ум. 1889), немецкий орнитолог, дядя Александра фон Хомайера.
- 1820 — Павел Обухов (ум. 1869), русский металлург, создатель Обуховского завода, изобретатель пушек.
- 1821 — Фёдор Достоевский (ум. 1881), писатель и мыслитель, классик русской литературы.
- 1837 — Артур Гротгер (ум. 1867), польский художник.
- 1848 — Зиновий Рожественский (ум. 1909), российский вице-адмирал, командующий 2-й Тихоокеанской эскадрой, проигравший Цусимское сражение.
- 1849 — Василий Калашников (ум. 1908), российский конструктор.
- 1852 — Франц Конрад фон Хётцендорф (ум. 1925), австро-венгерский генерал-фельдмаршал, военный теоретик.
- 1863 — Поль Синьяк (ум. 1935), французский художник-неоимпрессионист.
- 1864 — Морис Леблан (ум. 1941), французский писатель, автор книг об Арсене Люпене.
- 1866 — Антуан Мейе (ум. 1936), французский лингвист.
- 1868 — Эдуар Вюйар (ум. 1940), французский художник-символист.
- 1869 — Виктор Эммануил III (ум. 1947), третий и предпоследний король Италии (1900—1946).
- 1885 — Джордж Паттон (ум. 1945), американский генерал, один из создателей бронетанковых войск США.
- 1887 — Роланд Янг (ум. 1953), американский актёр, номинант на премию «Оскар».
- 1891
  - Лиля Брик (ум. 1978), «муза русского авангарда», возлюбленная Владимира Маяковского.
  - Мишка Япончик (настоящее имя — Моисей Вольфович Винницкий; ум. 1919), одесский налётчик, анархист.
- 1893 — Платон Ойунский (ум. 1939), якутский советский писатель, филолог, общественный деятель, основоположник якутской литературы.
- 1900 — Мария Бабанова (ум. 1983), актриса театра и кино, народная артистка СССР.

### XX век
- 1903 — Александр Ильинский (ум. 1967), актёр театра и кино, народный артист СССР.
- 1909 — Роберт Райан (ум. 1973), американский актёр.
- 1911 — Роберто Себастьян Матта (ум. 2002), чилийский художник-сюрреалист, скульптор, архитектор и график.
- 1919 — Ефим Березин (сценический псевдоним Штепсель; ум. 2004), советский актёр, артист разговорного жанра.
- 1922 — Курт Воннегут (ум. 2007), американский писатель.
- 1924 — Анджей Лапицкий (ум. 2012), польский актёр театра и кино, театральный режиссёр.
- 1925 — Иван Косых (ум. 2000), киноактёр, мастер эпизода, заслуженный артист РСФСР.
- 1928 — Карлос Фуэнтес (ум. 2012), мексиканский писатель-романист и эссеист.
- 1930
  - Алевтина Колчина (ум. 2022), советская лыжница, олимпийская чемпионка, 7-кратная чемпионка мира.
  - Хью Эверетт (ум. 1982), американский физик и математик.
- 1934 — Вилли Токарев (ум. 2019), советский, американский и российский певец и автор-исполнитель.
- 1935 — Биби Андерссон (ум. 2019), шведская актриса театра и кино.
- 1936
  - Эдуард Изотов (ум. 2003), советский актёр театра и кино, заслуженный артист России.
  - Юрий Чурбанов (ум. 2013), первый заместитель министра внутренних дел СССР (1980—1984), зять Л. И. Брежнева.
- 1937 — Андре Брюжиру, французский путешественник и писатель, посетивший в 1955—2005 годах все страны и территории мира.
- 1938 — Юрий Горячев (ум. 2010), губернатор Ульяновской области (1992—2001).
- 1939
  - Тамара Абросимова, актриса театра и кино, народная артистка РСФСР.
  - Клавдия Боярских (ум. 2009), советская лыжница, трёхкратная олимпийская чемпионка (1964), двукратная чемпионка мира (1966).
- 1943 — Алексей Борзунов (ум. 2013), советский и российский актёр театра и кино, мастер дубляжа, заслуженный артист РФ.
- 1944 — Кемаль Сунал (ум. 2000), турецкий киноактёр-комик.
- 1945 — Даниэль Ортега, президент Никарагуа (1985—1990 и с 2007).
- 1951 — Ким Пик (ум. 2009), американский вундеркинд с феноменальной памятью.
- 1955 — Джигме Сингье Вангчук, король Бутана (1972—2006).
- 1956 — Эдгар Лунгу (ум. 2025), замбийский государственный и политический деятель, бывший министр внутренних дел, обороны и юстиции, президент Замбии (2015 — 2021).
- 1958 — Анатолий Яркин, советский и российский велогонщик, олимпийский чемпион (1980).
- 1959 — Ли Хейни, американский бодибилдер, 8-кратный обладатель титула «Мистер Олимпия».
- 1960 — Стэнли Туччи, американский актёр, писатель, продюсер.
- 1962 — Деми Мур, американская актриса и модель.
- 1966
  - Бенедикта Бокколи, итальянская актриса театра, кино и телевидения.
  - Элисон Дуди, ирландская актриса кино и телевидения, модель.
- 1974 — Леонардо Ди Каприо, американский актёр и продюсер, лауреат премий «Оскар», BAFTA, «Золотой глобус» и др.
- 1977 — Манише, португальский футболист, серебряный призёр Евро-2004.
- 1978 — Николай Крюков, российский гимнаст, олимпийский чемпион (1996), чемпион мира (1999).
- 1983 — Филипп Лам, немецкий футболист, чемпион мира (2014).
- 1985 — Анна Пескова, российская актриса кино, дубляжа, телеведущая и кинопродюсер.
- 1986 — Франсуа Трин-Дюк, французский регбист, серебряный призёр чемпионата мира (2011).
- 1990
  - Джорджиньо Вейналдум, нидерландский футболист.
  - Том Дюмулен, нидерландский велогонщик, победитель «Джиро д’Италия» (2017), двукратный призёр Олимпийских игр.
- 1991 — Криста Би Аллен, американская актриса.

### XXI век
- 2001 — Валя Карнавал, российский видеоблогер и тиктокер, певица.

## Скончались

### До XIX века
- 1312 — Султан Валад (р. 1226), персидский поэт-суфий, основатель суфийского ордена Мевлеви.
- 1434 — Максим Московский, святой Русской церкви, юродивый.
- 1675 — Томас Уиллис (р. 1621), британский учёный-медик, один из лидеров английских ятрохимиков.
- 1727 — Иоганн Андреас Айзенбарт (р. 1663), врач-шарлатан, популярная фигура в немецком фольклоре.
- 1751 — Жюльен Офре де Ламетри (р. 1709), французский врач и философ-материалист.

### XIX век
- 1806 — Йозеф Готлиб Кельрейтер (р. 1733), немецкий ботаник, первым указавший на роль насекомых при опылении цветков.
- 1812 — Николай Тучков (р. 1765), русский военачальник, герой Отечественной войны 1812 года.
- 1831 — казнён Нат Тёрнер (р. 1800), американский раб-проповедник, руководитель восстания рабов в Вирджинии в 1831 г.
- 1855 — Сёрен Кьеркегор (р. 1813), датский философ и теолог, которого позже экзистенциалисты назовут своим основоположником.
- 1884 — Альфред Брем (р. 1829), немецкий учёный-зоолог и путешественник.
- 1895 — Густав Лангеншейдт (р. 1832), немецкий педагог-методист и издатель.

### XX век
- 1912 — Юзеф Венявский (р. 1837), польский композитор и пианист, брат Генриха Венявского, профессор Московской и Брюссельской консерваторий.
- 1918 — Виктор Адлер (р. 1852), один из лидеров австрийской социал-демократии.
- 1919 — Павел Чистяков (р. 1832), русский живописец.
- 1921 — Ипполит Прянишников (р. 1847), русский оперный певец (баритон), режиссёр, антрепренёр.
- 1945 — Джером Дэвид Керн (р. 1885), американский композитор.
- 1946 — Николай Бурденко (р. 1876), хирург, основоположник советской нейрохирургии, академик АН СССР, первый президент АМН СССР (1944—1946).
- 1949 — Кедра Митрей (урожд. Дмитрий Корепанов; р. 1892), российский и советский удмуртский писатель.
- 1960 — Николай Зубов (р. 1885), русский советский океанолог, полярный исследователь, инженер-контр-адмирал.
- 1961 — Василий Каменский (р. 1884), русский советский поэт-футурист.
- 1972 — Вера Инбер (р. 1890), русская советская поэтесса и прозаик.
- 1973 — Арттури Илмари Виртанен (р. 1895), финский биохимик, лауреат Нобелевской премии по химии (1945).
- 1976 — Александр Колдер (р. 1898), американский скульптор-абстракционист.
- 1979 — Дмитрий Тёмкин (р. 1899), американский композитор, автор музыки для кино.
- 1980 — Георгий Виноградов (р. 1908), певец (лирический тенор), заслуженный артист РСФСР.
- 1983 — Арно Бабаджанян (р. 1921), советский и армянский композитор, пианист, педагог, народный артист СССР.
- 1990 — Яннис Рицос (р. 1909), греческий поэт, лауреат Международной Ленинской премии (1977).
- 1991 — Михаил Куприянов (р. 1903), художник, член творческого коллектива Кукрыниксы, Герой Социалистического Труда.
- 1992 — Александр Петрушенко (р. 1942), советский космонавт и лётчик-испытатель.
- 1997 — Александр Кищенко (р. 1933), белорусский советский художник-монументалист.
- 1999 — Мэри Кей Бергман (р. 1961), американская актриса, озвучивавшая ряд ролей в кино и на телевидении, известна по роли озвучивания женских персонажей в шоу Южный парк

### XXI век
- 2000 — Валерий Аграновский (р. 1929), советский журналист, литературный критик, писатель, драматург.
- 2004 — Ясир Арафат (р. 1929), председатель исполкома Организации освобождения Палестины (1969—2004).
- 2005
  - Питер Друкер (р. 1909), американский экономист, считающийся отцом современной теории менеджмента.
  - Игорь Дьяконов (р. 1950), российский дипломат.
- 2007 — Делберт Манн (р. 1920), американский кинорежиссёр, лауреат «Оскара» и «Золотой пальмовой ветви».
- 2010 — Мэри Осборн (урожд. Хелен Элис Майрс; р. 1911), американская киноактриса.
- 2012 — Илья Олейников (наст. фамилия Клявер; р. 1947), эстрадный актёр и телеведущий, народный артист России.
- 2015 — Георгий Юнгвальд-Хилькевич (р. 1934), советский и российский кинорежиссёр, сценарист.
- 2016 — Леонид Келдыш (р. 1931), советский и российский физик-теоретик, академик РАН.
- 2017
  - Борис Ноткин (р. 1942), советский и российский телеведущий.
  - Валерий Розов (р. 1964), советский и российский альпинист, заслуженный мастер спорта по парашютному спорту, скайсёрфер и бейсджампер.
- 2020
  - Борис Гуревич (р. 1937), советский борец вольного стиля, олимпийский чемпион 1968 года.
  - Халифа ибн Салман Аль Халифа (р. 1935), член королевской династии Бахрейна и премьер-министр Бахрейна (1970—2020).
  - Иван Чуйков (р. 1935), российский художник, один из классиков московского концептуализма.
- 2021 — Фредерик Виллем де Клерк (р. 1936) — южноафриканский государственный и политический деятель, президент ЮАР в 1989—1994 годах, последний белый руководитель страны.
- 2023 — Роман Чехманек (р. 1971), чехословацкий и чешский хоккеист, вратарь. Олимпийский чемпион (1998), трёхкратный чемпион мира (1996, 1999 и 2000).

## Приметы
Аврамий Овчар и Анастасия Овечница.
- Как правило, с этого дня начиналась стрижка овец[11][12].